# 安中市観光機構

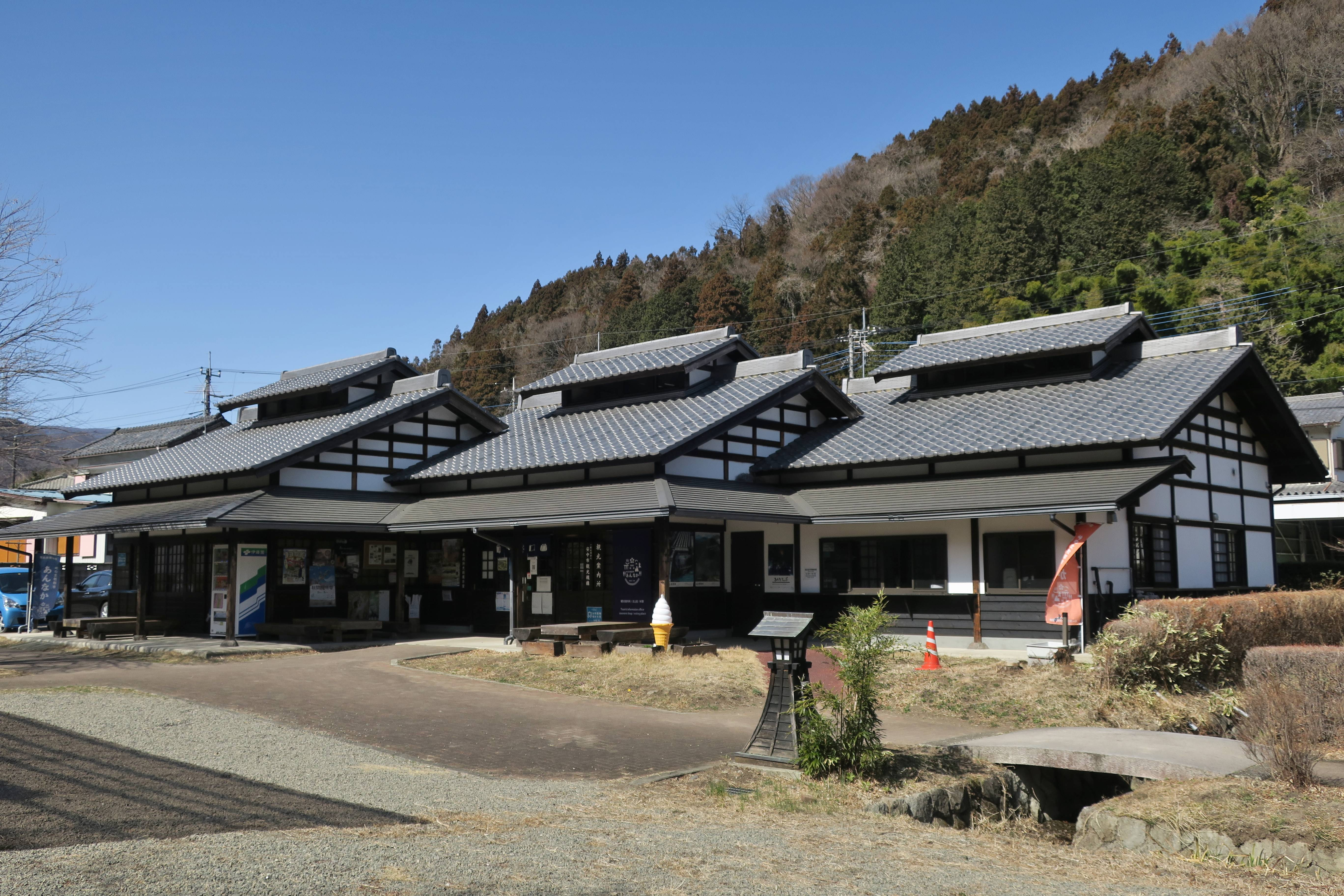
横川オフィス

一般社団法人安中市観光機構（あんなかしかんこうきこう）は、群馬県安中市における観光地域づくり法人（DMO）である。

## 沿革
- 2016年（平成28年）10月12日 - 設立。
- 2018年（平成30年）10月14日 - 信越本線の廃線を踏破する「廃線ウォーク」を初開催[1]。
- 2024年（令和6年）3月30日 - 同じく廃線を使ったイベントである「MELODIC LIGHT WALK」を初開催[2]。

## 概要
出典
- 商品・物産開発事業
  - グッズの販売
  - ECサイトの構築
  - あんなか梅スイーツの開発・販売

- 体験プログラム作成事業
  - 「廃線ウォーク」、「MELODIC LIGHT WALK」の運営
  - EVレールカートの乗車体験
  - 冊子「あんとりっぷ」、ボード、あんとりっぷカードの作成
  - 予約サイトの作成・保守管理

- モニターツアー事業
  - 台湾をターゲットにしたプロモーション

- 効果測定事業

- 安中市・富岡市・軽井沢町2市1町観光連携協議会事業
  - 観光資源の共同宣伝
  - 各種イベントの相互参加